# ドラまちがい
ドラまちがい（どらまちがい）は、2011年4月12日から2014年1月28日まで『大!天才てれびくん』内で放送されていたコーナードラマ。

## 概要
2011年度1学期は毎回「ドラまじめ」と「ドラまちがい」の2つのパターンが放送され、その2つを見比べて5つのまちがいを探す。5つのまちがいのうち1つはパンダの人形やその写真が登場する。ドラマは6話完結で、てれび戦士は出題と回答結果のみの出演である。
2学期と3学期は2つのパターンを見比べるのではなく、ドラマの中で間違っている小道具を6つ探す形式になり、「名警部ホム畑」以降は視聴者から送られたアイディアが採用されている。ドラマは4話完結で、出題者は全て大天才テレビジョンでテープを管理しているというパンダ部長。毎回、パンダ部長の依頼で3人のてれび戦士（ドラマ毎に固定されている）が間違いを探し、全部見つかれば作り直して放送、3人とも答えられなかった回答があった場合はそのドラマはお蔵入りになるという設定。
キャスティングについてもおかしなところはあるが、間違いにはカウントされない。てれび戦士が口頭で指摘すると、必ずパンダ部長が否定する。
2012年度では、間違い探しは大天才テレビジョンドラマ部の監督適正試験という名目になり、ドラマ部部長馬場園梓が出題者となる。ドラマの中で間違っている小道具を4つ探す形式で、視聴者から送られたアイディアが採用されている。ドラマは4話完結で、3話までは1話ごとに成績の悪かったてれび戦士が『お勉強タイム』として、馬場園からドラマの内容にちなんだムチャ振りを指示され、実行する。4話ではこれまでの結果を合計して1番だったてれび戦士にご褒美が与えられる。また、『便利屋ゴエイ』からは、ボーナスポイントを導入し、主人公の小さな変化を見つけると2ポイント追加されるようになった。
2013年度では、LiLiCoが出題者となる。今年度からは視聴者もデータ放送でドラまちがいに参加できるようになった。6回までチャンスがあり、問題の難易度に応じてポイントがもらえる。

## 2011年度

### 晴れときどき晴れ
2011年4月12日 - 2011年5月24日に放送。全6話。出題者は岡田結実。

#### 出演
- 哲夫 - 長江英和

さくらとすみれの父親。
- すみれ - 中原知南

まじめな性格。
- さくら - 森田彩華

すみれの姉。ファッションモデル。
- 二階堂 - 熊本浩武

さくらの彼氏。ヘアーデザイナー。

#### 放映リスト
| 放送回 | 放送日         |
| ------ | -------------- |
| 1      | 2011年04月12日 |
| 2      | 04月19日       |
| 3      | 04月26日       |
| 4      | 05月03日       |
| 5      | 05月17日       |
| 6      | 05月24日       |

### ザ・逃亡者
2011年5月31日 - 2011年7月12日に放送。全6話。出題者は椋木マルティン。

#### 出演者
- 森村 - 山中崇

刑事。長田を殺したと疑われている。
- 長田 - 杉作J太郎

ある組織を追っていた。何者かによって殺された。
- 田辺 - 嶋大輔
- 井出 - 山本剛史
- 日高 - 上木彩矢

探偵。

#### 放映リスト
| 放送回 | 放送日         |
| ------ | -------------- |
| 1      | 2011年05月31日 |
| 2      | 06月07日       |
| 3      | 06月21日       |
| 4      | 06月28日       |
| 5      | 07月05日       |
| 6      | 07月12日       |

### 青春ナイン
2011年9月13日 - 2011年10月11日に放送。全4話。

#### 出演者
- 大空熱志（38） - 増本庄一郎

大天才学園の卒業生で、高校時代は野球部に所属しピッチャーをしていた。学園長からの指名で約20年ぶりに教師・野球部の監督として母校を訪れた。
- 片山光（17） - 豊嶋任世

9番、ライト。雑用をさせられている。
- 三浦正美（18） - 吉崎文男
- 真田隼人（18） - 杉本安生

4番、ピッチャー。
- 不良A - 椎名孝雄
- 不良B - 白鳥和大
- 野球部員 - 松岡信一、秋山幸雄、星周二、宮川美雄

#### 放映リスト
| 放送回 | 放送日         | 間違い小道具 |
| ------ | -------------- | ------------ |
| 1      | 2011年09月13日 | フライパン   |
| 2      | 09月20日       | リコーダー   |
| 3      | 09月27日       | バナナ       |
| 4      | 10月11日       | けん玉       |

### 名警部ホム畑
2011年10月18日 - 2011年11月15日に放送。全4話。

#### 出演者
- ホム畑六三郎（48） - 井水大輔

名警部。「青リンゴ殺人事件」を解決し、怪盗小ルパンを逮捕した。妻は大河内雅子の大ファン。パンダ部長曰く、動きは何かをモチーフにしている。
- ワト泉ソン太郎（36） - 佐野泰臣

ホム畑の相棒。
- 大河内雅子（60） - 内田愛

大物女優。「舞台を中止しないと殺す」という旨の脅迫状が毎日届いている。
- 前田エリカ（22） - 小宮りりか

新人女優。
- 瀧沢香（54） - 倉木はな

大河内の付き人。
- 西村正和（40） - 大島璃生

プロデューサー。
- 水無川雪男（33） - 大原明人

演出家。

#### 放映リスト
| 放送回 | 放送日         | 間違い小道具 |
| ------ | -------------- | ------------ |
| 1      | 2011年10月18日 | 孫の手       |
| 2      | 10月25日       | やかん       |
| 3      | 11月01日       | キャンディー |
| 4      | 11月15日       | バレーボール |

### 熊次郎 おとこ旅 〜人情編〜
2011年11月22日 - 2011年12月13日に放送。全4話。映画『男はつらいよ』を意識したものとなっている。

#### 解答者
木島杏奈、浅賀玲音、岡田結実

#### 出演者
- 轟熊次郎 - 板尾創路

若旦那。菊の兄。
- 轟菊 - ジョアン・ヤマザキ[1]

大天旅館の若女将。
- 佐藤善吉 - アバス・ハギーギ

板前。
- 桂トメ - マサボ・イザベル・ナオミ

仲居。
- 染野弐助 - チャド・マレーン

番頭。
- 道明寺太郎 - オジエル・ノザキ

地元の不動産業者。アミューズメントパークを建設するために立ち退きを迫る。
- 佐藤佐助 - マーク・チネリー

代議士。佐藤善吉の父親。

#### 放映リスト
| 放送回 | 放送日         | 間違い小道具     |
| ------ | -------------- | ---------------- |
| 第一話 | 2011年11月22日 | ボウリングのピン |
| 第二話 | 11月29日       | 星               |
| 第三話 | 12月06日       | カエルのおもちゃ |
| 最終話 | 12月13日       | みかん           |

### 青春ナイン 〜卒業〜
2012年1月10日 - 2012年2月7日に放送。全4話。「青春ナイン」の最終回から半年後の物語である。

#### 出演者

##### 大天学園
- 大空熱志（38） - 増本庄一郎

監督。このシリーズの最終回で学園を去る。
- 南倉朝子（17） - 緑友利恵

マネージャー。
- ちょびヒゲ教頭（49） - チャド・マレーン

周りから嫌われている。
- 片山光（17） - 豊嶋任世

キャプテン。南に恋している。
- 古賀太郎（17） - 星周二

キャッチャー。元柔道部。家庭の事情により、校則で禁止されているアルバイトをしている。
- 山田豪（17） - 椎名孝雄

ピッチャー。元不良A。
- 野球部員 - 松田建男、酒井正弘、小関靖幸、大森啓安、指吸信行、冨沢武司

##### 皇帝学園
- 上杉哲也（17）

キャプテン。
- 野球部員 - 熊本浩武、塘林大地、小林強、中井祐、山之内力哉、夛留見啓助、石井寛生、大本孝夫、小林大介

#### 放映リスト
| 放送回 | 放送日         | 間違い小道具   |
| ------ | -------------- | -------------- |
| 1      | 2012年01月10日 | パイナップル   |
| 2      | 01月17日       | 鍵盤ハーモニカ |
| 3      | 01月24日       | ざる           |
| 4      | 02月07日       | 布団たたき     |

## 2012年度

### 硬派学園　嵐吹雪(ランフブ)
2012年4月3日 - 2012年4月24日に放送。全4話。

#### 解答者
長江崚行、ソーズビー航洋、岡田結実

#### 出演者
風男塾のメンバーが同役名で出演。
- 赤園虎次郎
- 流原蓮次

嵐吹雪学園喧嘩部所属。
- 瀬斗光黄

一般生徒。
- 武器屋桃太郎

喧嘩部所属。
- 青明寺浦正

喧嘩部所属。
- 愛刃健水

喧嘩部所属。
- 雪村涼真

喧嘩部主将。

#### 放映リスト
| 放送回 | 放送日         | 間違い小道具       |
| ------ | -------------- | ------------------ |
| 1      | 2012年04月03日 | ウサギのぬいぐるみ |
| 2      | 04月10日       | タワシ             |
| 3      | 04月17日       | イチゴパフェ       |
| 4      | 04月24日       | ひょうたん         |

#### スタッフ
- 脚本：増本庄一郎
- 撮影：別府忠久
- 照明：足立洋幸
- 録音：野口京治
- 篇集：大郷永雄
- CG：豊島邑
- 美術：藤田徹
- 衣装：越智雅之
- メイク：川口愉里恵

### 家政婦のロボ!?
2012年5月8日 - 2012年5月29日に放送。全4話。

#### 出演者
- 鈴木愛 - 飯塚萌木

中学1年生。父親と2人暮らし。
- 鈴木伸二郎 - 増本庄一郎

愛の父親。大天テクノロジー勤務。
- 鈴木美佐子 - 高田和加子

愛の母親。1年前に病気で他界。
- ヨシダさん - 日髙のり子

大天テクノロジーが開発した家政婦ロボット。ただし、まだ試作品。

#### 放映リスト
| 放送回 | 放送日         | 間違い小道具 |
| ------ | -------------- | ------------ |
| 1      | 2012年05月08日 | パトランプ   |
| 2      | 05月15日       | ピエロ       |
| 3      | 05月22日       | つえ         |
| 4      | 05月29日       | ハンドル     |

### スカラブ
2012年6月12日 - 2012年7月3日に放送。全4話。

#### 解答者
- 鎮西寿々歌、金子隼也、黒澤美澪奈

#### 出演者
- 渡辺留美 - 瀬戸早妃
- 片倉憲次 - 内田讓
- 立花優子 - 芳賀優里亜
- 部長 - 金橋良樹
- 小百合 - 塚本茉莉子

#### 放映リスト
| 放送回 | 放送日         | 間違い小道具         |
| ------ | -------------- | -------------------- |
| 1      | 2012年06月12日 | 泡立て器             |
| 2      | 06月19日       | ホタテ貝             |
| 3      | 06月26日       | 竹原司（てれび戦士） |
| 4      | 07月03日       | ランドセル           |

### 八剣学園ヒーロー部
2012年9月4日 - 2012年9月25日に放送。全4話。

#### 解答者
- 鎮西寿々歌、山田陶子、岡田結実

#### 出演者
- 風男塾

#### 放映リスト
| 放送回 | 放送日         | 間違い小道具 |
| ------ | -------------- | ------------ |
| 1      | 2012年09月04日 | しゃもじ     |
| 2      | 09月11日       | だんご       |
| 3      | 09月18日       | 布団ばさみ   |
| 4      | 09月25日       | ギター       |

### 刑事侍
2012年10月9日 - 2012年10月30日に放送。全4話。

#### 解答者
- 長江崚行、竹原司、島田太一

#### 出演者
- 佐々木幸次郎 - 矢部太郎
- 宮本武蔵 - 内田讓
- オグラさん - 藤本涼
- 巌流署署長 - 岩本淳
- 亀田梨紗、熊本浩武

#### 放映リスト
| 放送回 | 放送日         | 間違い小道具 | 脚本       | 監督       |
| ------ | -------------- | ------------ | ---------- | ---------- |
| 1      | 2012年10月09日 | 提灯         | 増本庄一郎 | 増本庄一郎 |
| 2      | 10月16日       | こけし       | 増本庄一郎 | 増本庄一郎 |
| 3      | 10月23日       | 宇宙人       | 増本庄一郎 | 増本庄一郎 |
| 4      | 10月30日       | とうもろこし | 増本庄一郎 | 増本庄一郎 |

### アリスの恋する鞄
2012年11月13日 - 2012年12月4日に放送。全4話。第2話からは毎回「アリス's アイテム」が登場した。

#### 解答者
- 浅賀玲音、長谷川ニイナ、岡田結実

#### 出演者
- アリス - 谷花音
- 香川梨花 - 恒吉梨絵
- 坂本大介 - 井上正大
- 店長 - 菊池秀之
- 占い師 - 柴山美保

#### 放映リスト
| 放送回 | 放送日         | 間違い小道具                 | アリス's アイテム                            |
| ------ | -------------- | ---------------------------- | -------------------------------------------- |
| 1      | 2012年11月13日 | ドーナツ                     |                                              |
| 2      | 11月20日       | じょうろ                     | マグネックレス                               |
| 3      | 11月27日       | ソーズビー航洋（てれび戦士） | チューリップ（の容器に入ったリップクリーム） |
| 4      | 12月04日       | 竹刀                         | アリスNo.9 pid（アリスが特別に調合した香水） |

### 便利屋ゴエイ
2013年1月8日 - 2013年1月29日に放送。全4話。

#### 解答者
長江崚行、島田太一、岡田結実

#### 出演者
- 御衛平次 - ヒロシ
- 石川大介 - 阪口拓嗣
- 瀬川エリナ - 浜田翔子
- 真辺理佐 - 泉田珠華
- 須藤啓 - 大和一孝

#### 放映リスト
| 放送回 | 放送日         | 間違い小道具           | ボーナスポイント                     |
| ------ | -------------- | ---------------------- | ------------------------------------ |
| 1      | 2013年01月08日 | ゴーグル               | はんだごてがバラに変ったこと         |
| 2      | 01月15日       | 下駄                   | ネクタイの色が変ったこと             |
| 3      | 01月22日       | 山田陶子（てれび戦士） | ヒロシの髪の分け方が逆になったこと   |
| 4      | 01月29日       | マラカス               | ヒロシのイヤホンの位置が変わったこと |

## 2013年度

### ジュリオとロミエット
2013年4月2日 - 2013年4月23日に放送。全4話。

#### 出演者
- 山崎佑介 - 前田公輝[2]

演劇サークル主宰
- 足立美加 - 神定まお

演劇サークル衣装係
- 桑原秀一 - 千代将太

演劇サークル部員

#### 放映リスト
| 放送回 | 放送日         | 間違い小道具 | ボーナスポイント                             |
| ------ | -------------- | ------------ | -------------------------------------------- |
| 1      | 2013年04月02日 | かぼちゃ     | 足立の髪留めの色が変ったこと                 |
| 2      | 04月09日       | てるてる坊主 | 山崎のリストバンドがガムテープに変わったこと |
| 3      | 04月16日       | カスタネット | 祐介は靴を履いていたが裸足になったこと       |
| 4      | 04月23日       | 牛乳ビン     | 山崎のサーベルが風船に変わったこと           |

### 13番ロッジの金曜日
2013年5月7日 - 2013年5月28日に放送。全4話。

#### 出演者
- 新垣里沙
- 森本のぶ
- 大西礼芳
- 田口巧輝
- 河野智典
- 小手山雅

#### 放映リスト
| 放送回 | 放送日         | 間違い小道具     | ボーナスポイント                                     |
| ------ | -------------- | ---------------- | ---------------------------------------------------- |
| 1      | 2013年05月07日 | 黒板消し         | 結衣が背負っていたリュックサックがかごに変わったこと |
| 2      | 05月14日       | 聴診器           | 結衣の髪形が変わったこと                             |
| 3      | 05月21日       | 折り紙           | 結衣が掛けていた毛布がござに変わったこと             |
| 4      | 05月28日       | アメリカンドッグ | 結衣の服の横じまが縦じまに変わったこと               |

### 鳥獣仮面グラウクス
2013年6月11日 - 2013年7月2日に放送。全4話。

#### 出演者
- 青柳凛 - 逢沢りな
- 御代武 - 加藤慶祐
- グラウクス - 和田三四郎、北島康平
- ゼーロス - 沖原一生
- 依田 - 牧口元美

#### 放映リスト
| 放送回 | 放送日         | 間違い小道具   | ボーナスポイント                               |
| ------ | -------------- | -------------- | ---------------------------------------------- |
| 1      | 2013年06月11日 | どら焼き       | グラウスのブーツが長ぐつに変わったこと         |
| 2      | 06月18日       | モップ         | グラウスのグローブが鍋つかみに変わったこと     |
| 3      | 06月25日       | 卓球のラケット | グラウスのベルトがウエストポーチに変わったこと |
| 4      | 07月02日       | ハンガー       | グラウスのスーツが後ろ前逆マスクに変わったこと |

### 運び屋S
2013年9月3日 - 2013年9月24日に放送。全4話。

#### 出演者
- 運び屋宗一 - RIKIYA
- ハジーム王子 - 秋間将汰
- イカーシャ - メクダシカリル

#### 放映リスト
| 放送回 | 放送日         | 間違い小道具 | ボーナスポイント                     |
| ------ | -------------- | ------------ | ------------------------------------ |
| 1      | 2013年09月03日 | ダンベル     | 宗一がネイルをしていたこと           |
| 2      | 09月10日       | しいたけ     | 宗一のベストが腹巻に変わったこと     |
| 3      | 09月17日       | ハーモニカ   | 宗一のズボンがスパッツに変わったこと |
| 4      | 09月24日       | 風車         | 宗一の時計の形が変わったこと         |

### 信長萌ゆ
2013年10月8日 - 2013年10月29日に放送。全4話。

#### 出演者
- 織田信長 - 生島翔
- 明智光秀 - 萬浪大輔
- メイド - ぷぷっぴどぅ〜

#### 放映リスト
| 放送回 | 放送日         | 間違い小道具 | ボーナスポイント                                   |
| ------ | -------------- | ------------ | -------------------------------------------------- |
| 1      | 2013年10月08日 | にんじん     | 信長の髪形がまげが長くなっていたこと               |
| 2      | 10月15日       | 粘土         | 信長が足にペインティングしていたこと               |
| 3      | 10月22日       | ヌンチャク   | 信長がゴールデンボンバーのお面をつけていたこと     |
| 4      | 10月29日       | 金槌         | 信長のハチマキの (^o^) が (T_T) に変わっていたこと |

### 位置について!
2013年11月12日 - 2013年12月3日に放送。全4話。

#### 出演者
- 古谷健太郎 - 井出卓也[3]
- 今井夏見 - 岩田さゆり
- 藤崎秀樹 - 鳶野恭平

#### 放映リスト
| 放送回 | 放送日         | 間違い小道具           | ボーナスポイント                                       |
| ------ | -------------- | ---------------------- | ------------------------------------------------------ |
| 1      | 2013年11月12日 | 茶せん                 | 健太郎のネックレスがループタイに変わったこと           |
| 2      | 11月19日       | 軍手                   | 健太郎のギターがシャベルに変わったこと                 |
| 3      | 11月26日       | きゅうり               | 健太郎の作ったプラモデルが車のプラモデルに変わったこと |
| 4      | 12月03日       | チョウチョウのおもちゃ | 健太郎の赤いシャツが黄色のシャツに変わったこと         |

### 鳥獣仮面グラウクス2
2014年1月7日 - 2014年1月28日に放送。全4話。

#### 出演者
- 青柳凛 - 逢沢りな
- 御代武 - 加藤慶祐
- グラウクス - 和田三四郎、北島康平
- ゼーロス - 沖原一生
- 依田 - 牧口元美
- ハデス - 上木彩矢

#### 放映リスト
| 放送回 | 放送日         | 間違い小道具     | ボーナスポイント                                 |
| ------ | -------------- | ---------------- | ------------------------------------------------ |
| 1      | 2014年01月07日 | マイク           | 凛のズボンがジャージに変わったこと               |
| 2      | 01月14日       | わらじ           | 凛の上着に付いている缶バッジが名札に変わったこと |
| 3      | 01月21日       | はさみのラケット | 凛の靴がお風呂ブーツに変わったこと               |
| 4      | 01月28日       | 玉ねぎ           | 凛のネックレスが社員証に変わったこと             |